# 다크월드 (2010년 영화)
다크월드(러시아어: Тёмный мир, 영어: Dark World)는 2010년 공개된 러시아의 영화이다. 이 영화는 러시아 최초의 3D 포맷 영화였다.

## 줄거리
러시아의 도시 판타지 영화인 '다크 월드'는 학생들이 라플란드로 현장 학습을 떠났다가 고대 방패를 발견하면서 시작된다. 학생 중 한 명이 정체불명의 영혼에 사로잡히고, 이후 구조대라고 주장하는 이들이 나타나 방패 속에 갇힌 존재를 차지하려는 격렬한 싸움이 벌어진다.

## 출연

### 주연
- 스베트라나 이바노바
- 이반 지드코브

### 조연
- 엘레나 파노바